# 郑躬
郑躬（？—前17年），西汉广汉郡民變首领。

## 生平
前18年，郑躬率领六十余人，放出囚徒，夺取兵器，攻入四个县，聚众一万人，自号山君。前17年冬河东都尉赵护为广汉太守，发郡中兵及蜀郡兵共计三万，击败郑躬。